# 布雷加诺
布雷加诺（義大利語：Bregano），是意大利瓦雷泽省的一个市镇。总面积2平方公里，人口791人，人口密度395.5人/平方公里（2009年）。国家统计（ISTAT）代码为012018。